# 마세루
마세루(Maseru)는 레소토의 수도이자 최대 도시이다. 셀리던 강(Caledon River)의 하류에 위치해 있으며, 남아프리카 공화국과의 국경을 접한다. 레소토 상업의 중심지이고 인구는 22만 명(2006년)이다.
1869년, 소토족의 왕 모쇼에쇼에 1세가 수도로 창건했다. 일찍이 영국의 보호령 버스트랜드의 주도였고 1966년 독립과 함께 수도가 되었다. 도시의 이름은 "붉은 사암의 장소"를 뜻하는 소토어 단어이다.
도시에 동남쪽에 모슈슈 국제 공항과 레소토 국립대학이 위치해 있다.

## 역사
마세루는 오렌지 자유국-바소토 전쟁의 결과를 따라 바수톨란드가 영국의 보호령이 되었을 때인 1869년에 조그만 경찰 캠프로서 대영 제국이 설립하였다. 마세루는 평화 조약의 일부로서 오렌지 자유국(현재의 남아프리카 공화국 프리스테이트 주)에 양도된 "정복된 영토"의 끝에 위치하였다. 바소토 왕 모스호에스호에 1세의 이전 사실상 수도인 타바 보시우 (Thaba Bosiu) 요새 서쪽 24 Km 지점에 위치하였다. 붐비는 시장 마을은 곧 그 지역을 둘러싸고 성장하였다.
마세루는 처음에 1869년과 1871년 사이 바수토랜드의 행정이 케이프 식민지로 옮기기 전, 그 주의 행정 수도로서 기능하였다. 1871년과 1884년 사이 그들의 지배 동안, 바수토랜드는 강력하게 합병되었던 영토들과 유사하게 취급당했다. 이것은 1881년 바수토 건 전쟁 (Gun War)를 이끌었고 마세루에 많은 건물을 태웠다. 1884년, 바수토랜드는 왕령 식민지로서 그것의 상태를 회복했고, 마세루는 다시 수도가 되었다. 바수토랜드가 독립을 얻고 1966년 레소토 왕국이 되었을 때 마세루는 나라의 수도로 남게되었다.
레소토의 독립 이전에, 마세루는 상대적으로 조그만 상태였다. 마세루는 한정된 식민지 경계 안에 포함되어 있었고 성장을 위한 조그만 구획을 가지고 있는 반면 영국은 도시를 개발하는데 있어 약간의 흥미만 가지고 있었다. 후에 1996년 마세루는 빠르게 확장되었다. 면적이 20 Km2에서 현재 138 Km2까지 7배가량 증가하였다. 평균 인구 증가 비율은 1986년과 1996년 사이 3.5% 점점 줄어들기 전, 몇 십년 동안 7% 전후였다.

## 지리
마세루는 레소토의 북서부에 위치하고 있으며, 셀리던 강이 남아프리카 공화국과의 국경을 이루고 있다. 두 나라는 강을 가로지르는 마세루 다리(Maseru Bridge)로 연결되어 있다. 남아프리카 공화국에서 레이디브랜드(Ladybrand)가 가장 가까이 위치해 있는 도시이다. 도시의 고도는 해발 1,600m이다.

## 기후
| Maseru (1931–1960)의 기후             | Maseru (1931–1960)의 기후 | Maseru (1931–1960)의 기후 | Maseru (1931–1960)의 기후 | Maseru (1931–1960)의 기후 | Maseru (1931–1960)의 기후 | Maseru (1931–1960)의 기후 | Maseru (1931–1960)의 기후 | Maseru (1931–1960)의 기후 | Maseru (1931–1960)의 기후 | Maseru (1931–1960)의 기후 | Maseru (1931–1960)의 기후 | Maseru (1931–1960)의 기후 | Maseru (1931–1960)의 기후 |
| 월                                    | 1월                       | 2월                       | 3월                       | 4월                       | 5월                       | 6월                       | 7월                       | 8월                       | 9월                       | 10월                      | 11월                      | 12월                      | 연간                      |
| ------------------------------------- | ------------------------- | ------------------------- | ------------------------- | ------------------------- | ------------------------- | ------------------------- | ------------------------- | ------------------------- | ------------------------- | ------------------------- | ------------------------- | ------------------------- | ------------------------- |
| 일평균 최고 기온 °C (°F)              | 28 (82)                   | 27 (81)                   | 25 (77)                   | 21 (70)                   | 18 (64)                   | 15 (59)                   | 16 (61)                   | 19 (66)                   | 23 (73)                   | 24 (75)                   | 26 (79)                   | 28 (82)                   | 23 (72)                   |
| 일평균 최저 기온 °C (°F)              | 14 (57)                   | 14 (57)                   | 12 (54)                   | 8 (46)                    | 3 (37)                    | 0 (32)                    | −1 (30)                   | 2 (36)                    | 6 (43)                    | 9 (48)                    | 12 (54)                   | 13 (55)                   | 8 (46)                    |
| 평균 강수량 mm (인치)                 | 114 (4.5)                 | 89 (3.5)                  | 96 (3.8)                  | 67 (2.6)                  | 29 (1.1)                  | 12 (0.5)                  | 14 (0.6)                  | 15 (0.6)                  | 19 (0.7)                  | 63 (2.5)                  | 80 (3.1)                  | 93 (3.7)                  | 691 (27.2)                |
| 평균 강수일수 (≥ 0.1 mm)              | 13                        | 10                        | 11                        | 8                         | 6                         | 3                         | 3                         | 3                         | 3                         | 8                         | 10                        | 10                        | 88                        |
| 평균 상대 습도 (%)                    | 37                        | 42                        | 43                        | 42                        | 38                        | 35                        | 32                        | 27                        | 24                        | 30                        | 34                        | 35                        | 35                        |
| 평균 월간 일조시간                    | 287                       | 263                       | 259                       | 241                       | 247                       | 232                       | 254                       | 279                       | 278                       | 276                       | 279                       | 307                       | 3,202                     |
| 출처: Danish Meteorological Institute |                           |                           |                           |                           |                           |                           |                           |                           |                           |                           |                           |                           |                           |

## 자매 도시
- 미국 텍사스주, 오스틴[7]
- 스페인 스페인, 세우타